# 大眼牙鯛
大眼牙鯛為輻鰭魚綱鱸形目鱸亞目鯛科的其中一種，分布於東大西洋區，從葡萄牙、直布羅陀至納米比亞海域，棲息深度30-500公尺，體長可達65公分，棲息在沙底質或岩石底質海域，會做季節性遷徙，屬肉食性，以魚類、甲殼類為食，可做為食用魚及遊釣魚。